# Ван Шухэ
Ван Шухэ (между 180 и 210 — между 270 и 285 ) — древнекитайский врач времён династии Хань и Троецарствия.

## Жизнеописание
Был дальним потомком династии Чжоу. Спасаясь от восстания «Жёлтых повязок», участники которого убивали чиновников и аристократов, сжигали их дворцы, молодой Ван Шухэ вместе с семьёй переселился в город Цзинчжоу (на территории современной провинции Хубэй), найдя убежище у местного начальника округа. Здесь он подружился с Вэй Сюнем — одним из учеников знаменитого врача Чжан Чжунцзина. Под его влиянием увлёкся медициной. Постепенно его интерес к медицине рос. Он стал тщательно изучать труды древних врачей, собирать медицинские книжки, исследовать причины возникновения болезней, с почтительностью обращался за помощью к опытным врачам. Со временем Ван Шухэ приобрёл достаточные знания и опыт. В 208 году он был назначен в действующую армию на должность врача к полководцу Цао Цао, жестоко усмирял восстание «Желтых повязок», позже стал придворным врачом императорской резиденции, личным врачом императора, а впоследствии начальником Императорского медицинского приказа.

## Труды
Ван Шухэ изучал пульсовую диагностику, фармакологию и другие направления медицины. Он отредактировал и переиздал произведение Чжан Чжунцзина «Шан хань лунь» («Суждения о вреде холода»). В конце жизни написал 10-томный труд «Мо цзин» («Канон пульса») — первую специальную работу о пульсовой диагностике.
В «Мо цзин» представлена детальная систематизация знаний о пульсе, подробно описано 24 различных вида пульса и их диагностическое значение, рассмотрены многочисленные методы прощупывания пульса. Со временем «Мо цзин» стал основополагающей книгой для китайских пульсологов. В VIII веке он стал известен в Японии и Тибете, в XIV веке — на Среднем Востоке, а в XVIII веке — в Европе.